# Ammothea stylirostris
Ammothea stylirostris is een zeespin uit de familie Ammotheidae. De soort behoort tot het geslacht Ammothea. Ammothea stylirostris werd in 1932 voor het eerst wetenschappelijk beschreven door Gordon. 